# Abadan-raffinaderij

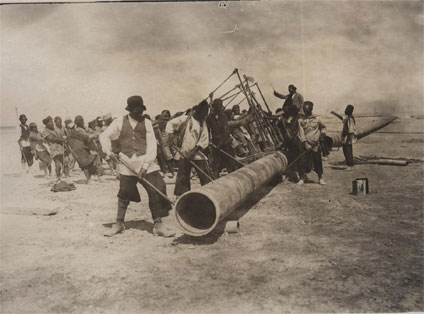
De aanleg van de pijplijn in 1908

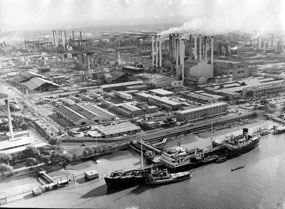
Abadan raffinaderij in 1950

De Abadan-raffinaderij is de eerste raffinaderij die werd gebouwd in Iran. Het is een van de grootste ter wereld en heeft een capaciteit van 400.000 vaten olie per dag. De eigenaar van de raffinaderij is het staatsbedrijf National Iranian Oil Refining and Distribution Company (NIORDC).
Op 26 mei 1908 werd in Iran de eerste olie aangeboord bij Masjedsoleiman. Er bleek een gigantisch olieveld te liggen waardoor de bouw van een raffinaderij in Abadan, in het uiterste zuidwesten van het land, commercieel interessant was. In 1909 werd de Anglo-Persian Oil Company opgericht met de olie in Iran als belangrijkste bezit. Een ruim 220 kilometer lange pijplijn werd aangelegd om de olie te transporteren naar Abadan. Hier konden tankers aanmeren om de olieproducten af te voeren. 
Veel Indiërs waren bij de bouw betrokken en in juli 1912 was de raffinaderij gereed. Er waren veel aanloopproblemen, de raffinaderij viel vaak uit, de productie lag verder onder de capaciteit en de kwaliteit van de olieproducten was bedroevend. Tijdens de Eerste Wereldoorlog werden Britse troepen bij de raffinaderij gestationeerd om te voorkomen dat Ottomaanse troepen, die de zijde van de Centrale mogendheden had gekozen, de installaties zouden vernietigen of veroveren. De oorlog deed de vraag naar olie sterk toenemen en de olieproductie in het land vertienvoudigde tussen 1912 en 1918. De capaciteit werd keer op keer uitgebreid en in 1938 was het de grootste raffinaderij ter wereld. Tijdens de Tweede Wereldoorlog leverde de raffinaderij weer veel brandstoffen aan de geallieerde strijdkrachten in en om de Indische Oceaan.
In het najaar van 1951 waren de spanningen tussen Iran en de Britse regering fors opgelopen. Iran, met Mohammad Mossadeq als premier, wilde een groter aandeel in de olie-inkomsten. In september 1951 werd het Britse personeel van de raffinaderij opgedragen het land te verlaten en op 4 oktober nam de Britse kruiser HMS Mauritius (80) het personeel aan boord. Door het vertrek van het personeel en een Brits embargo nam de olieproductie fors af, de export kwam stil te liggen en Iran leed een gevoelig verlies aan inkomsten. In 1953 werd Mossadeq gearresteerd en de relatie herstelde waarmee de Iraanse olie-industrie weer op gang kwam. De nationalisatie werd uitgesteld, maar uiteindelijk kwam de raffinaderij, en olievelden, in handen van de National Iranian Oil Company. Tijdens de Irak-Iranoorlog werd de raffinaderij zwaar beschadigd door bombardementen van de Iraakse luchtmacht.
De raffinaderij is sinds 1973 in handen van het staatsbedrijf National Iranian Oil Refining and Distribution Company (NIORDC). Na het herstel van de oorlogsschade is de capaciteit tegenwoordig circa  429.000 vaten olie per dag.

## Naslagwerk
- (en)  The Prize: The Epic Quest for Oil, Money & Power. Auteur Daniel Yergin. Uitgeverij Simon & Schuster, New York, 1992, ISBN 0 671 79932 0